# Chevrolet Captiva
Chevrolet Captiva (type C) er en 4,65 meter lang kompakt SUV fra bilmærket Chevrolet. Bilen sælges i Australien under navnet Holden Captiva 7, og i Sydkorea som Daewoo Winstorm.
Captiva deler sin platform (GM Theta) og mange dele med Opel Antara, Saturn Vue og Holden Captiva og kom på markedet i 2006. Modellen fandtes i starten med en 2,0-liters firecylindret commonrail-turbodieselmotor med 93 kW (126 hk) eller 110 kW (150 hk) fra den italienske motorfabrikant VM Motori. I Danmark førtes dog kun 150 hk-versionen. Der fandtes også to benzinmotorer, en firecylindret 2,4'er med 100 kW (136 hk) og en 3,2-liters V6-motor med 169 kW (230 hk). I basisversionerne har bilen forhjulstræk og fra udstyrsvarianten LT firehjulstræk.
Modellen er en af de første europæiske Chevrolet-modeller, som er udstyret med ESP. I modsætning til søstermodellen fra Opel findes Captiva også med syv i stedet for fem siddepladser.
I foråret 2011 fik Captiva et facelift. Dette medførte bl.a. en ny kølergrill og nye motorer.
- Bagfra
- Chevrolet Captiva
(2011−2016)
- Bagfra
- Chevrolet Captiva
(2016−)
- Bagfra

## Motorer[1][2][3][4]
| Model         | Cylindre | Ventiler | Slagvolume cm³ | Max. effekt kW (hk) / omdr. | Max. drejningsmoment Nm / omdr. | 0-100 km/t sek. | Topfart km/t | Byggeår     |
| ------------- | -------- | -------- | -------------- | --------------------------- | ------------------------------- | --------------- | ------------ | ----------- |
| Benzinmotorer |          |          |                |                             |                                 |                 |              |             |
| 2.4           | 4        | 16       | 2405           | 100 (136) / 5000            | 220 / 2200                      | 11,5            | 185          | 2006 − 2011 |
| 2.4¹          | 4        | 16       | 2384           | 123 (167) / 5600            | 230 / 4600                      | 10,5            |              | 2011 −      |
| 3.0¹          | 6        | 24       | 2997           | 190 (258) / 6900            | 288 / 5800                      | 8,6             |              | 2011 −      |
| 3.2           | 6        | 24       | 3195           | 169 (230) / 6600            | 297 / 3200                      | 8,8             | 204          | 2006 − 2011 |
| Dieselmotorer |          |          |                |                             |                                 |                 |              |             |
| 2.0 VCDi¹     | 4        | 16       | 1991           | 93 (126) / 4000             | 295 / 2000                      |                 | 177          | 2007 − 2011 |
| 2.0 VCDi      | 4        | 16       | 1991           | 110 (150) / 4000            | 320 / 2000                      | 11,5            | 182          | 2006 − 2011 |
| 2.2 VCDi¹     | 4        | 16       | 2231           | 120 (163) / 3800            | 350 / 2000                      | 9,9             |              | 2011 −      |
| 2.2 VCDi      | 4        | 16       | 2231           | 135 (184) / 3800            | 400 / 2000                      | 11,0            | 191          | 2011 −      |

¹ Denne motor findes ikke på det danske modelprogram